# Hășmaș (okręg Arad)
Hășmaș – wieś w Rumunii, w okręgu Arad, w gminie Hășmaș. W 2011 roku liczyła 444 mieszkańców. 